# Hug I de Roergue
Hug I de Roergue nascut el 986, mort el 1053 fou comte de Roergue (vers 1010-1053). Tenia drets feudals indivisos als d'comtats d'Albi, Carcí, Nimes i Septimània (Gòtia) incloent els drets feudals a l'arquebisbat de Narbona i als vescomtats d'Uzès, Besiers i Agde.
Va succeir al seu pare Ramon III de Roergue i vers el 1016 va vendre els seus drets feudals a l'arquebisbat de Narbona al comte Guifré II de Cerdanya. El 1035 va vendre terres alodials a un vescomte anomenat Berenguer (Berenguer I de Narbona vers 1020-1067). El gener de 1051 apareix en un diploma on fa donació de l'església de Tribons a l'abadia de Conques per la salvació de l'ànima del seu pare.
Es va casar amb Fe (Fides o Foy) de Cerdanya, filla del comte Guifré II de Cerdanya. Va tenir dues filles:
- Berta, que va heretar el comtat de Roergue i els drets feudals al Gavaldà (part del Carcí) i a Albi i a Septimània (Uzès, Besiers, Nimes i Agde) però a la seva mort vers 1064 aquestos drets van passar al seu cosí cinquè Guillem IV de Tolosa que va ocupar el comtat vers el 1065. Berta es va casar amb Robert II d'Alvèrnia però no van tenir fill.
- Fe, casada amb Bernat I de Narbona, que fou vescomte de Narbona del 1067 al 1080 (fill de Berenguer I).